# Museu de Ciências Naturais da Fundação Zoobotânica do Rio Grande do Sul
O Museu de Ciências Naturais do Rio Grande do Sul é um museu brasileiro localizado dentro do Jardim Botânico de Porto Alegre. Abre ao público de Terça-feira a domingo, das 8h às 17h.

## História e estrutura
O museu foi inaugurado em 1955, tendo sido criado a partir do desmembramento da coleção de história natural do Museu Júlio de Castilhos.
Na entrada, o visitante se depara com a Exposição Rotativa, que exibe temas sobre o ambiente natural e peças especiais do acervo. Já a exposição permanente apresenta 49 vitrines, que abordam a riqueza das espécies nativas do Rio Grande do Sul, tanto da flora quanto da fauna. A mostra está organizada em sequência evolutiva: vegetais atuais, grupos dos animais e vitrinas paleontológicas. Neste percurso, dioramas mostram a fauna característica de diferentes ecossistemas do estado: banhado, campo e floresta.